# Tasman-Halbinsel
Die Tasman-Halbinsel (englisch Tasman Peninsula) ist eine Halbinsel im Südosten der australischen Insel Tasmanien, die etwa 75 km südöstlich von Hobart liegt.  
Die Halbinsel befindet sich südwestlich der Forestier-Halbinsel, die mit dem  Eaglehawk Neck verbunden ist.  Auf der Halbinsel erstreckt sich der Tasman-Nationalpark, die Küstenlinie wird durch zahlreiche Buchten gegliedert, und sie ist durch zwei Orte, die zum UNESCO-Kulturerbe zählen, für zahlreiche Touristen im Sommer von Interesse.
Die Tasman-Halbinsel ist 19 km breit und 27 km lang und umfasst etwa 520 km²; sie wird durch die Storm Bay im Westen und die Norfolk Bay im Norden und die Tasman Sea begrenzt. Ihre höchste Erhebung beträgt 460 Meter.

## Geschichte
Die Halbinsel ist nach dem niederländischen Entdeckungsreisenden Abel Tasman benannt, der als erster Europäer nach Tasmanien kam. Vor der europäischen Ankunft lebten in diesem Gebiet die Aborigines des Pydairrerme-Clans. Die Pydairrerme waren ein Clan des größeren Aboriginesstamms der Oyster Bay, der an der Ostküste Tasmaniens lebte.
Die erste europäische Siedlung auf Tasmanien war die Risdon Cove, die aufgegeben wurde, und anschließend kam es zur Gründung von Port Arthur auf der Tasman Peninsula. Port Arthur wurde als Sträflingslager von der britischen Kolonialregierung gegründet, die sich in New South Wales auf dem australischen Kontinent befand, und die abgelegene Insel für diesen Zweck geeignet hielt. 
Auf der Halbinsel wuchsen Bäume, die für den Schiffbau wegen ihrer Größe und des widerstandsfähigen Holzes besonders geeignet waren. Nach der Gründung von Port Arthur wurde auf der Halbinsel ein Kohlevorkommen entdeckt und ein mit Sträflingen betriebener Abbau am Saltwater Creek betrieben, auf der heutigen Coal Mines Historic Site. Sowohl Port Arthur als auch das Kohlenbergwerk sind aufgrund ihrer historischen und kulturellen Bedeutung für die Entwicklung Australiens seit August 2010 als UNESCO-Welterbe anerkannt. Insbesondere das bekanntere Port Arthur wird von Touristen häufig aufgesucht.

## Tasmanischer Teufel
Die Halbinsel bildet auch ein Schutzgebiet für die Tasmanischen Teufel, die nicht an Devil facial tumour disease (DFTD), einer ansteckenden Tumorerkrankung des Gesichts, erkrankt sind. Bei Taranna befindet sich ein Projekt, das eine Population beobachtet, die nicht erkrankt ist, und da die Halbinsel nur mit einer schmalen Landbrücke mit dem Festland verbunden ist, bestehen gute Chancen, dass diese Tiere überleben.

## Landschaft

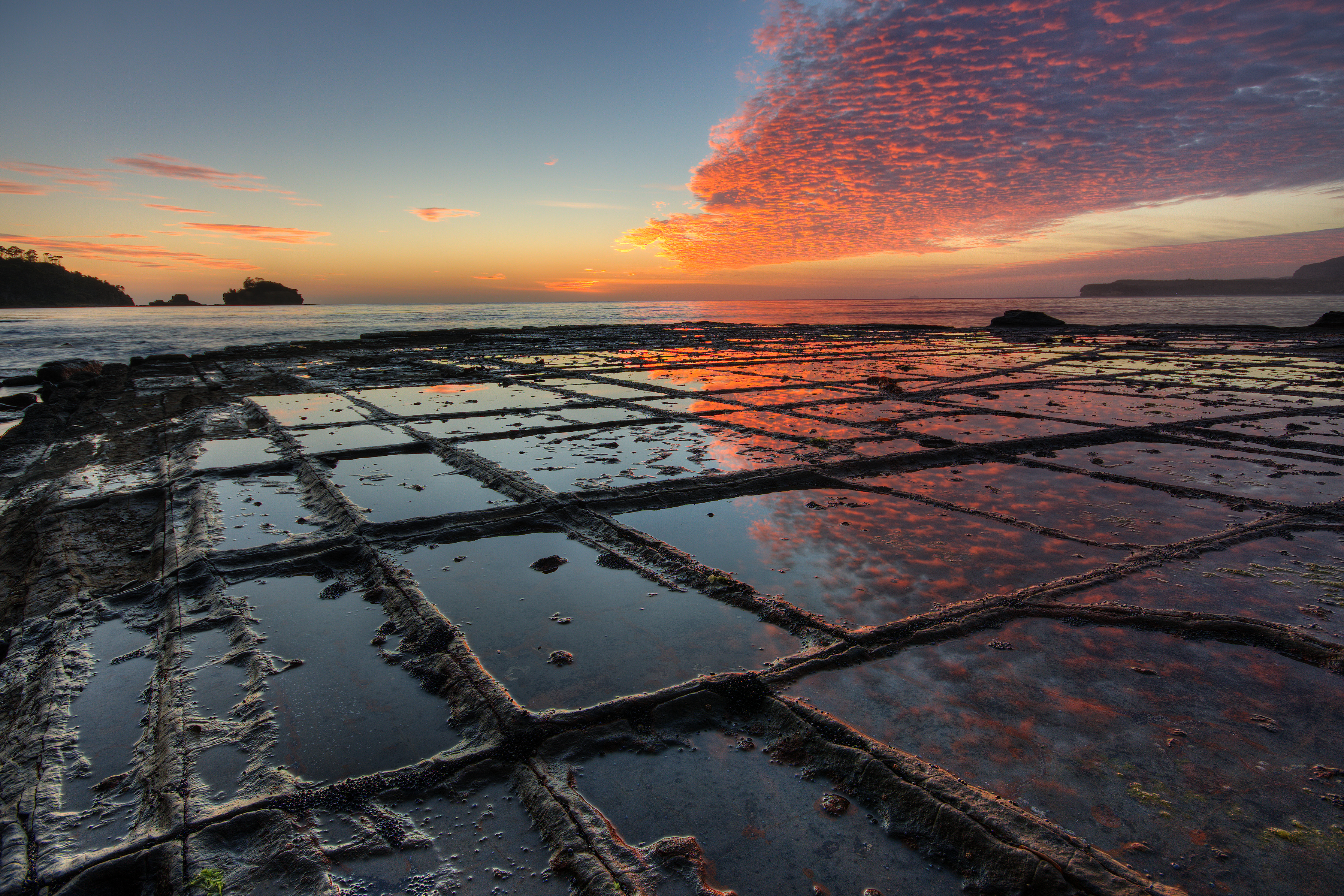
Felsenformation an der Küste der Halbinsel

An der zerklüfteten Küstenlinie liegen eine Reihe von Schiffswracks. Im Tasman-Nationalpark bilden die Naturschönheiten wie das Tasman Blowhole, das Naturfelsentor Tasman Arch, Devil's Kitchen bei Eaglehawk Neck und die Remarkable Cave Anziehungspunkte für Touristen. Die größten Orte auf Tasman Peninsula sind Nubeena und Koonya, kleinere Orte sind Premaydena, Highcroft und Stormlea.
Wegen ihrer Lage ist die Halbinsel den sogenannten Roaring Forties, die südlich des 40. Breitengrads herrschen, starken Westwinden ausgesetzt. Das Klima ist mild-gemäßigt, die Winter sind milde. Die Halbinsel bietet am Cape Roaul, Roaring Beach und am Shipstern Bluff gute Surfmöglichkeiten.